# Luscus
Luscus (lateinisch „einäugig“) ist ein römisches Cognomen, das bei den gentes Annia, Atilia, Fabia, Furria und Postumia verbreitet war. Es beschrieb ursprünglich Personen mit Sehbehinderungen verschiedener Art. Es war in republikanischer Zeit in Verwendung und zur Kaiserzeit verschwunden.

## Namensträger
- Aulus Postumius Albinus Luscus, römischer Konsul 180 v. Chr. und Feldherr
- Gaius Annius Luscus, römischer Feldherr, Prokonsul in Spanien 81 v. Chr.
- Lucius Atilius Luscus, römischer Konsulartribun 444 v. Chr., trat aufgrund von Fehlern der Auspizen zurück
- Marcus Furius Luscus, römischer Aedil 197 v. Chr.
- Titus Annius Luscus (Gesandter), römischer Senator, 2. Jahrhundert v. Chr.
- Titus Annius Luscus (Konsul), römischer Konsul 153 v. Chr.